# Basis (Verein)
Die gemeinnützige Organisation basis Frankfurt (offizielle Schreibweise basis e. V. Produktions- und Ausstellungsplattform) wurde mit dem Ziel der Unterstützung und Ausstellung zeitgenössischer internationaler Kunst im Jahr 2006 von Felix Ruhöfer und Jakob Sturm ins Leben gerufen und hat ihren Hauptsitz in Frankfurt am Main.

## Ziele
Das übergeordnete Ziel besteht darin, in Frankfurt am Main kreativer und künstlerische Prozesse zu stimulieren und weiterzuentwickeln. Das Fördermodell basiert auf drei zentralen Säulen. Diese Säulen umfassen die Bereitstellung kostengünstiger Arbeitsräume, die Organisation von Ausstellungen sowie die Umsetzung verschiedener internationaler Förderprogramme. Die Vermittlung künstlerischer Inhalte und die kritische Auseinandersetzung mit der Rolle der Kunst in der Gesellschaft sind weitere zentrale Anliegen von basis.

## Geschichte
Die Geschichte von basis e. V. entspringt der Begegnung der Gründer Felix Ruhöfer und Jakob Sturm innerhalb der Künstler- und Kuratorengruppe „raumpool Rhein-Main“.  Diese Gruppe wurde Anfang der 2000er Jahre ins Leben gerufen, um in einer als stark institutionalisiert wahrgenommenen Frankfurter Kunstszene einen Raum für aufstrebende Kunstschaffende zu schaffen. Die Mitglieder, darunter Studierende der Städelschule, der Offenbacher Hochschule für Gestaltung und Künstler und Künstlerinnen der Forsythe Dance Company, nutzten leerstehende Gebäude als temporäre Ateliers und Ausstellungsräume, um jungen Künstlern eine Plattform zu bieten.
Die Erschließung von Räumen für kreative und künstlerische Prozesse stand für die Gründer von Anfang an in Verbindung mit der konkreten Frage der Verortung der Kunst in der Gesellschaft resp. Stadtgesellschaft. So verbanden sie in den vielfältigen bespielten Räumen konsequent eine Plattform der Produktion immer auch mit der Präsentation oft situativer künstlerischer Projekte oder thematisch ausgerichteter Ausstellungen.
Die Tatsache, dass diese Räume zwar meist kostenlos aber auch nur temporär zu nutzen waren, erforderte eine, zeitweise offensiv propagierte, „nomadische“ Arbeitsweise, die aber durch den stetigen Umzug der Arbeitsstruktur auf lange Sicht sehr beschwerlich erschien. Die fehlende räumliche Kontinuität bewog auch Kunstschaffende aus dem engeren Umkreis der Gruppe, die vor allem an dauerhaften Ateliernutzungen interessiert waren, sich nach und nach zurückzuziehen. So blieben von der anfänglichen Initiative Felix Ruhöfer und Jakob Sturm übrig, die nun begannen, systematisch an stabilen Strukturen zu arbeiten, um die Arbeitsmöglichkeiten den Künstlerinnen und Künstlern in Frankfurt strukturell zu verbessern.
Die entscheidende Wendung kam, als die beiden das leerstehende Hinterhaus in der Elbestraße entdeckten. Entschlossen, sich dauerhaft niederzulassen, gaben sie der entstehenden, stabilen wie gleichermaßen dynamischen Plattform den Namen „basis“, um den Kontrast zu ihrem früheren Nomadentum zu unterstreichen. Mit der Schaffung von zunächst 35 Ateliers bot basis e. V. nicht nur physischen Raum für kreatives Schaffen, sondern auch eine finanziell erschwingliche Alternative im Vergleich zu den üblichen Mietkosten in Frankfurt.
Dabei behielten Felix Ruhöfer und Jakob Sturm die Frage des Raums für kreative Prozesse als gesellschaftliche Frage im Auge und verfolgen bis heute, neben dem Betrieb der inzwischen vier festen Standorte der basis, Möglichkeiten der temporären Aktivierung von Räumen, die für kreative und künstlerische Prozesse anschlussfähig sind.
Die anfängliche Frage der Verortung der Kunst und ihrer gesellschaftlichen Rolle, treibt sie dabei weiterhin an, den einen als Kurator den anderen als Künstler. Sie schlägt sich bis heute gleichermaßen in der inhaltlichen Arbeit von basis nieder. Ihr Engagement bot nicht nur aufstrebenden Künstler und Künstlerinnen eine Plattform, sondern stellte auch eine attraktive Alternative zur damals üblichen Künstlermigration nach Berlin dar.

## Studioprogramm
basis e.V. bietet an fünf zentralen Standorten in Frankfurt insgesamt 120 vergünstigte Arbeitsräume für etwa 160 Künstlern und Kreative an. Die Förderzeit beträgt sechs Jahre. Die Standorte liegen in der Gutleutstraße 8–12 (Ausstellungsräume, Leseraum & Ateliers) und Elbestraße 10 (Ateliers & Projektraum) im Bahnhofsviertel, Alt-Praunheim 2 (Ateliers) in Praunheim, Linnéstraße 3 (Ateliers) im Ostend und Mertonstraße 30 (temporäre Ateliers) in Bockenheim.

## Ausstellungsprogramm
Das von basis e.V. kuratierte Ausstellungsprogramm zeigt herausragende Positionen der internationalen Gegenwartskunst in thematischen Gruppen- und umfassenden Einzelpräsentationen. Lesungen, Vorträge, Konzerte und Performances ergänzen das Programm.
Ausgewählte Ausstellungen:
- Heimat als Idee – Nevin Aladag / Aysun Bademsoy / Lukasz Chrobok / Solmaz Shahbazi / Penny Siopis (2006)[10]
- Be-cause – Özlem Günyol / Mustafa Kunt (2007)
- Pioneer Point – Tobias Zielony / Muzi Quawson (2008)
- Das schwache Haus – Michaela Meise (2008)
- Six-not-so-easy pieces – Reynold Reynolds (2009)
- VT (is not) TV – Videofreex / TVTV / Ant Farm / Raindance (2009)
- New Works – Michael Beutler / Dirk Fleischmann / Martin Hoener / Nayon Lee / Sascha Pohle / Mandla Reuter (2010)
- Minor Pieces – Guido van der Werve (2010)
- Early Works – Vito Acconci (2010)
- Uns so weiter – Sonja Leimer (2011)
- On Paper – Amalia Pica (2012)
- Taming the Narrative – Keren Cytter / Jakob Egenrieder / Jeanne Faust / Simon Fujiwara / Sven Johne / John Skoog (2013)
- As we are – Peter Liversidge (2014)
- Noise life – Desire Machine Collective (2015)
- Hustling – Mohammed Bourouissa (2016)
- Polyphonies – Angelica Mesiti (2017)
- There Will Come Soft Rains – Marcela Armas / Hicham Berrada / Carolina Caycedo / Julian Charrière / Andreas Greiner & Tyler Friedman / Galina Leonova / Uriel Orlow / Mario Pfeifer / Superflex / Jeronimo Voss / Pinar Yoldas (2018)[11][12][13]
- We will have been young – Amrita Chandradas, Geric Cruz, Muhammad Fadli, Dwi Asrul Fajar, Khiev Kanel, Elliott Koon, Alvin Lau, Lee Chang Ming, Yu Yu Myint Than, Linh Pham, Watsamon Tri-yasakda, Dennese Victoria (2019)[14][15][16]
- Creating a `we´- Olga Cerkasova, Hazmatlab, Giulietta Ockenfuß, Daniel Stubenvoll (2020)
- State of High Performance – Jakub Choma / Claire Fontaine / Kasia Fudakowski / Martin Kohout / Ariane Loze / Pilvi Takala (2021)[17][18]
- Selbstähnlich: Cihan Cakmak / Moshtari Hilal (2022)
- Red Mercury – Ella Littwitz (2023)[19]
- Kenny Dunkan – BIDIM BLO! (2024)
- Toni Schmale – opferblech (2024)

## Förderprogramme

### AIR Programm
Das Artist-in-Residence-Programm AIR_Frankfurt verfolgt das Ziel, den Austausch zwischen Frankfurt am Main und aufstrebenden Kunstzentren weltweit zu fördern. Das Programm ermöglicht Frankfurter Künstlern sowie Künstlern aus dem Ausland dreimonatige Residenzen, um neuen künstlerischen Input zu erhalten, neue Werke zu schaffen und sich international zu vernetzen. Darüber hinaus engagiert sich basis e.V. in der Unterstützung von Künstlern aus Krisen- und Konfliktregionen durch verschiedene Residency-Programme. Aktuelle Partnerorganisationen des Programms umfassen unter anderem artport in Tel Aviv, das Europäische Zentrum für zeitgenössische künstlerische Aktionen (CEAAC) in Strasbourg, das Goethe-Institut in Bangalore, HANGAR in Lissabon, das Helsinki International Artist Programme (HIAP), Lostgens' in Kuala Lumpur sowie MMCA Residency Goyang in Seoul.
- AIR_Frankfurt

- AIR_Offenbach
- Curator in Residence

### Hessisches Atelierprogramm
Das Hessische Atelierprogramm (HAP) ist ein Förderprogramm für herausragende in Hessen tätige Künstler. Förderungsziel ist die Verbesserung der Produktionsbedingungen für Absolventen in den Bereichen Bildende Kunst, Musik, Schauspiel und angrenzenden künstlerischen Disziplinen. Es soll Raum für Forschung, Austausch und Vernetzung bieten. Die Stipendien sind mehrstufig aufgebaut und werden vom Hessischen Ministerium für Wissenschaft und Kunst finanziert.
- HAP hessenweit
- HAP Studio-Programm
- HAP Austauschprogramm IEPA (International Exchange Programme for Artists)